# Cletus Promise James
Cletus Promise James (* 14. Dezember 1989 in Birnin Gwari) ist ein nigerianischer Fußballspieler. 

## Karriere

### Verein
James begann seine Karriere am Barewa College Zaria, bevor er 2007 seine Profi-Karriere beim OUK FC startete. Nachdem er zum Leistungsträger in seiner ersten Profi-Saison bei dem in Aba beheimateten Verein avancierte, wechselte er 2008 zu den Bukola Babes. Im Januar 2012 gab er bekannt, dass er die Bukola Babes verlasse und bei Enyimba FC unterschrieben habe.

### Nationalmannschaft
Der Außenverteidiger kam mehrfach in der lokalen A-Nationalmannschaft Nigerias zum Einsatz, die unter anderem an der Fußball-Westafrikameisterschaft teilnahm.